# Hellwege
Hellwege er en kommune i Samtgemeinde Sottrum med godt 1050 indbyggere (2013). Den ligger i den sydvestlige del af Landkreis Rotenburg (Wümme), i den nordlige del af den tyske delstat Niedersachsen. Samtgemeindens administration ligger i byen Sottrum.

## Geografi
Hellwege grænser mod øst til Ahausen, til Sottrum mod nord, Ottersberg mod vest og Langwedel mod syd. De to sidste ligger i Landkreis Verden. Nordligst i kommunen løber floden Wümme

### Inddeling
I kommunen ligger udover Hellwege bebyggelserne Auf der Meente, Breitenfeldermoor og Stelle.